# Atresia pulmonar

Corazón normal: 1.Aurícula derecha, 2. Aurícula izquierda, 3. Vena cava superior, 4.Aorta, 5.Arteria pulmonar, 6.Venas pulmonares, 7.Válvula mitral, 8.Válvula aórtica, 9. Ventrículo izquierdo, 10.Ventrículo derecho, 11.Vena cava inferior, 12.Válvula tricúspide, 13.Válvula pulmonar.

La atresia pulmonar es una enfermedad del corazón presente ya en el momento del nacimiento, por lo que se incluye dentro del grupo de enfermedades denominadas cardiopatías congénitas. Se caracteriza por un defecto en el desarrollo de la válvula pulmonar, de tal forma que esta no existe o es anómala y no es posible el paso de sangre desde el ventrículo derecho a la arteria pulmonar, técnicamente se describe como válvula displásica e imperforada. En circunstancias normales la válvula pulmonar es la estructura que permite el paso de la sangre desde el ventrículo derecho a la arteria pulmonar y posteriormente a los pulmones para oxigenarse. En la gran mayoría de los pacientes afectos de atresia pulmonar el conducto arterioso (ductus) es la única vía que hace posible a la sangre alcanzar la arteria pulmonar. Existen dos tipos de atresia pulmonar, dependiendo de si se acompaña o no de una comunicación anómala entre los dos ventrículos (comunicación interventricular).

## Frecuencia
Esta anomalía se presenta en un niño por cada 10 000 nacimientos.

## Tipos
- Atresia pulmonar con septo interventricular íntegro.[3]
- Atresia pulmonar con comunicación anómala entre los dos ventrículos (comunicación interventricular).[4]

## Clínica
Los niños afectados presentan en general síntomas desde el nacimiento. Uno de las manifestaciones más habituales es la cianosis. Dado que la sangre solo puede llegar a la arteria pulmonar a través del conducto arterioso, si este se cierra espontáneamente se produce una deficiencia severa de oxígeno en sangre (hipoxemia).

## Tratamiento
El tratamiento recomendado es la cirugía cardíaca. El empleo de prostaglandinas (PGE1) como tratamiento permite mantener el conducto arterioso permeable hasta el momento adecuado para la intervención.